# Museu de Astronomia e Ciências Afins
O Museu de Astronomia e Ciências Afins (MAST) é uma instituição pública do Governo do Brasil que se dedica ao estudo e divulgação da história da ciência e da tecnologia no país, museologia e a educação em ciências. Se localiza no número 586 da rua General Bruce, no Bairro Imperial de São Cristóvão, na Zona Norte da cidade do Rio de Janeiro, no Brasil. O seu arquivo em história da ciência é um dos mais importantes do país, sendo uma das principais instituições que cuidam da memória científica brasileira.
Criado no Rio de Janeiro, em 8 de março de 1985, o MAST é uma unidade de pesquisa do Ministério da Ciência, Tecnologia, Inovações e Comunicações – MCTIC e tem 
a missão ampliar o acesso da sociedade ao conhecimento científico e tecnológico por meio da pesquisa, preservação de acervos e divulgação da atividade científica brasileira. Uma visita ao museu é um verdadeiro mergulho na história do desenvolvimento científico e tecnológico no Brasil. 
O MAST está situado no Morro de São Januário, Bairro Imperial de São Cristóvão, em um campus de aproximadamente 44 mil m2, que abriga um patrimônio arquitetônico formado por 16 edificações da década de 1920. Além do prédio sede do Museu, o conjunto é composto pelos pavilhões de observação astronômica, com suas cúpulas de cobertura pré-fabricadas em ferro adquiridas da Alemanha, Inglaterra e França, juntamente com os seus instrumentos científicos, que testemunham as inovações daquele tempo. Esse conjunto arquitetônico e paisagístico foi tombado pelo Instituto do Patrimônio Histórico e Artístico Nacional – IPHAN, em 1986, e pelo Instituto Estadual do Patrimônio Cultural – INEPAC, em 1987.
O MAST guarda o importante acervo do Observatório Nacional, coleção que reúne instrumentos científicos, máquinas, equipamentos, mobiliário e esculturas, totalizando mais de dois mil objetos representativos do Patrimônio Científico do Brasil.  Além da reserva técnica, o MAST apresenta regularmente ao público exposições e atividades planejadas, entre oficinas, palestras, visitas orientadas e as tradicionais observações do sol e do céu.

## Exposições

### Reserva Técnica

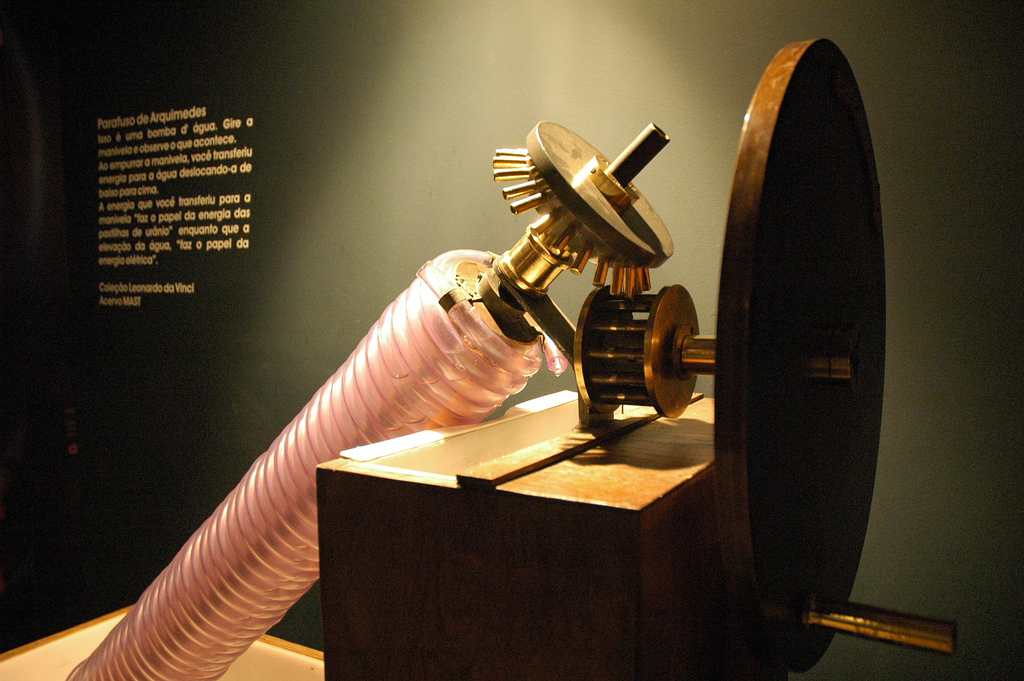
Instrumento utilizado no transporte de água em usinas de urânio, no Museu de Astronomia e Ciências Afins. Esse instrumento é conhecido como parafuso de Arquimedes.

Uma das coleções mais representativas da história da ciência e tecnologia no Brasil. São telescópios, teodolitos, círculos meridianos, relógios de precisão, instrumentos de meteorologia e diversos outros objetos disponíveis na Reserva Técnica do MAST.

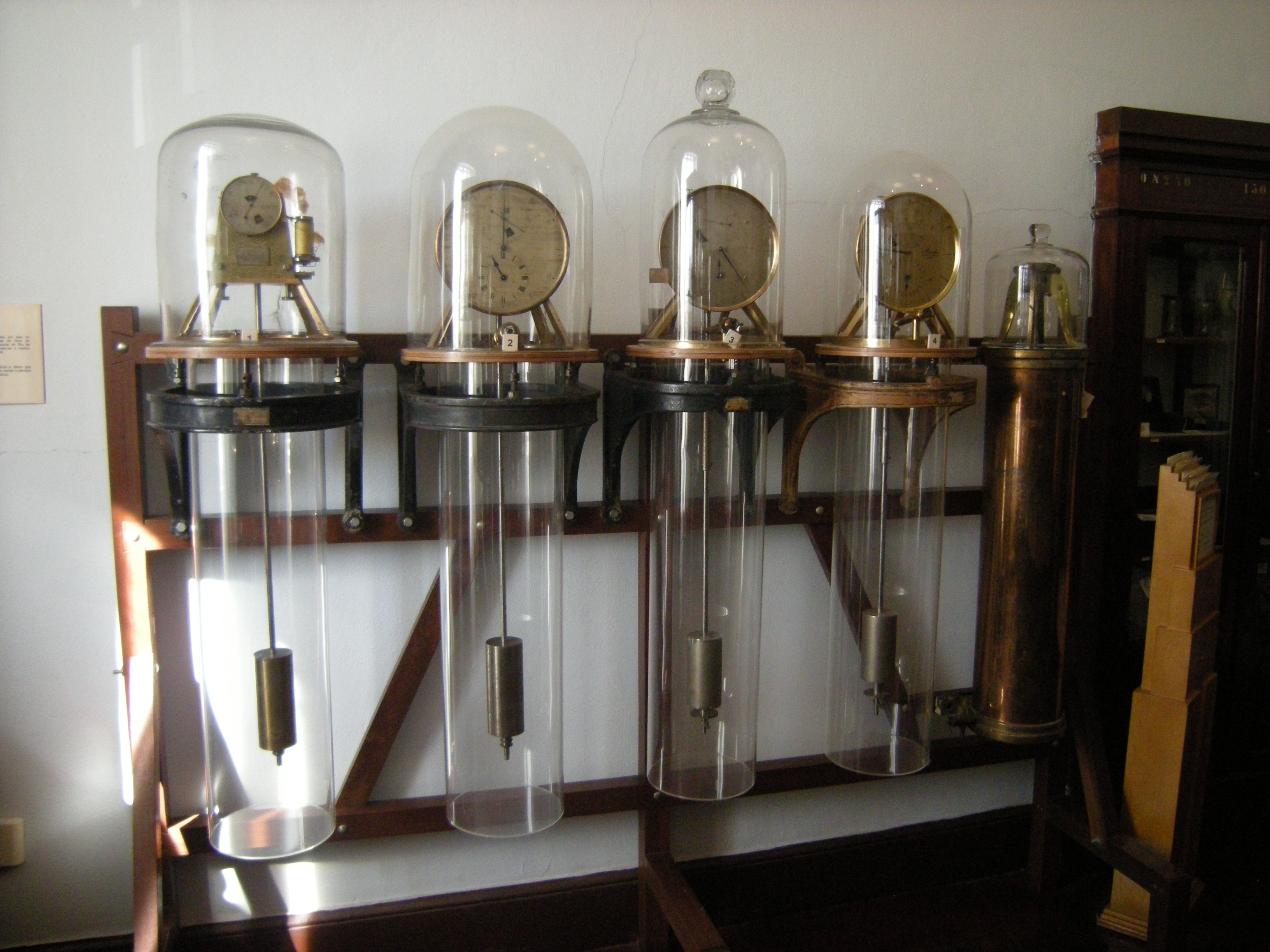
Pendulas da Reserva Técnica aberta

Essa rica coleção de instrumentos científicos está aberta à visitação. São quatro salas mobiliadas com armários e vitrines originais do século XX, que expõe uma coleção de objetos formada, em sua maioria, por instrumentos científicos adquiridos pelo Imperial Observatório do Rio de Janeiro, atual Observatório Nacional, entre 1850 e 1930, e fabricados na Alemanha, Inglaterra, França e Estados Unidos. A Reserva também é composta por alguns objetos produzidos no Brasil, no final do século XIX. Nos últimos anos, foram incorporados à coleção, instrumentos procedentes do Instituto de Engenharia Nuclear, do Centro de Tecnologia Mineral e do Centro Brasileiro de Pesquisas Físicas.

### As Estações do Ano: Terra em Movimento
Inaugurada em julho de 2009, a exposição As Estações do Ano: Terra em Movimento oferece elementos para que os visitantes possam desvendar algumas curiosidades sobre os ciclos dos dias e das noites, as fases da Lua e as estações do ano em diferentes regiões do Brasil, da Terra e em outros planetas do Sistema Solar, interagindo com aparatos 3D, multimídias, vídeos, painéis e uma cenografia do céu. O principal objetivo da mostra é popularizar o conhecimento sobre fenômenos básicos relativos ao Sistema Terra-Lua-Sol. “O conhecimento da astronomia básica, após quatro séculos das primeiras observações dos corpos celestes por Galileu Galilei, poderia estar em um patamar melhor, já que a Astronomia, diferentemente de outras áreas do conhecimento, conta com uma percepção positiva do público. Daí, a divulgação da astronomia básica continuar a ter lugar de destaque”, explica o responsável pela exposição Douglas Falcão, da Coordenação de Educação em Ciências do MAST.

### Olhar o Céu, Medir a Terra

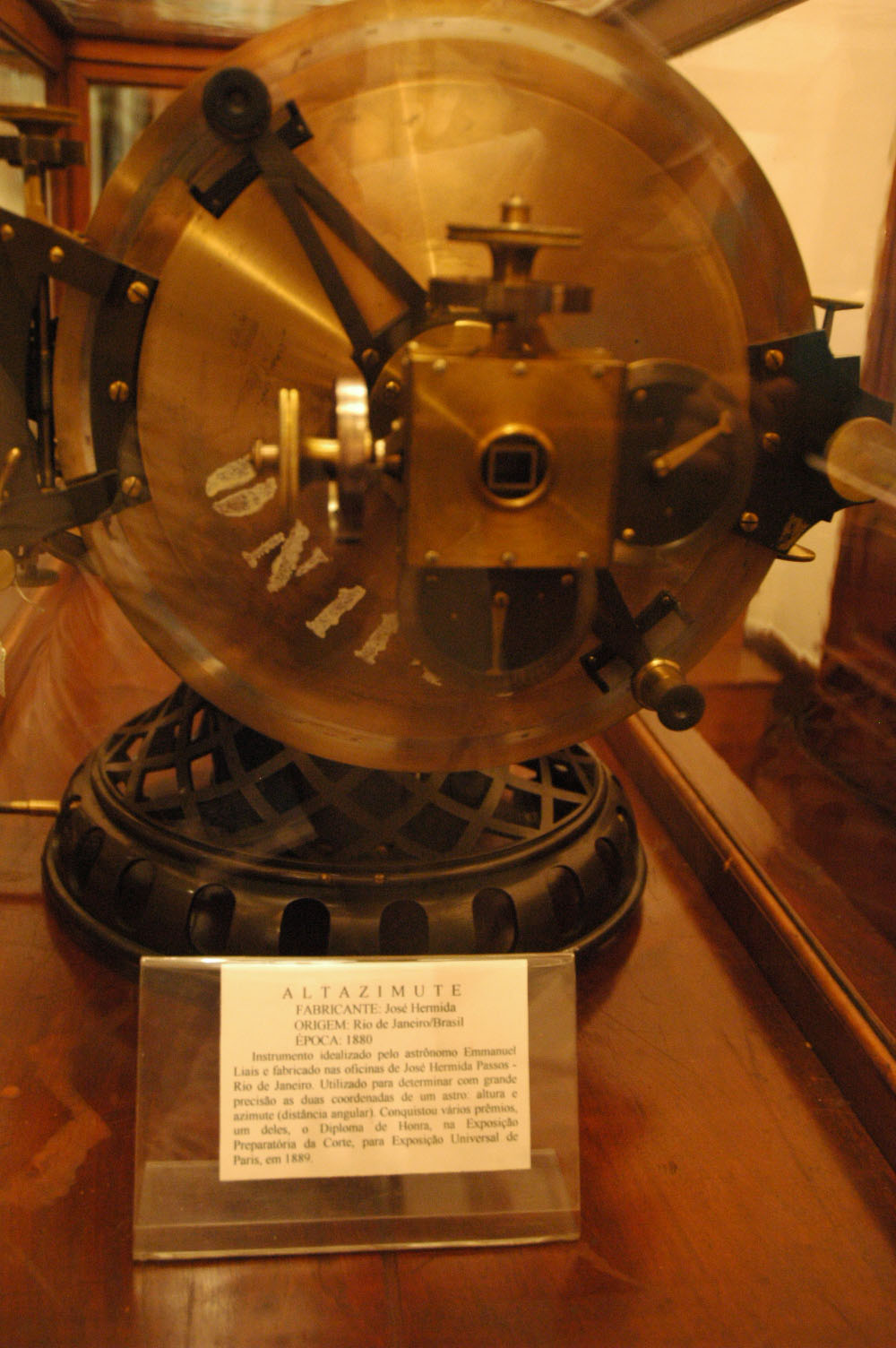
Instrumento idealizado pelo astrônomo Emmanuel Liais e fabricado nas oficinas de José Ermida Passos - Rio de Janeiro utilizado para determinar com grande precisão as duas coordenadas de um astro: altura e azimute(distância angular). Conquistou vários prêmios, um deles o diploma de honra na exposição preparatória da corte para exposição universal de Paris em 1889.

A partir de documentos históricos e instrumentos científicos de medição do tempo e do espaço, que integram o Acervo Museológico do MAST, a exposição permanente “Olhar o Céu, Medir a Terra” explora a relação entre a ciência e a configuração territorial do Brasil. A mostra também reúne réplicas de instrumentos dos séculos XVI e XVII, além de documentos, mapas, vídeos e fotografias de diferentes períodos da história da ciência no Brasil. Durante as grandes navegações, as medições das coordenadas de latitude e longitude eram feitas com o auxílio de uma série de instrumentos que permitiam medir as alturas dos astros: astrolábios, quadrantes, balestilhas e a bússola. Além destes, quando se queria confeccionar uma carta de marear ou carta náutica, era necessário o uso de compassos e réguas para transferir os dados coletados para o papel.

### O Eclipse: Einstein, Sobral e o GPS
Para celebrar os 100 anos do fenômeno que confirmou a verdade da nova teoria do Universo, o Museu de Astronomia e Ciências Afins (MAST), em parceria com o Observatório Nacional (ON), inaugurou a exposição O Eclipse – Einstein, Sobral e o GPS. A mostra conta a história da expedição científica que comprovou da Teoria da Relatividade Geral, de Albert Einstein, trazendo detalhes sobre como foram registradas as fotografias da posição das estrelas próximas à borda solar nas cidades de Sobral (Ceará) e na Ilha do Príncipe (África).
A mostra exibe imagens e instrumentos utilizados para a realização da experiência. Para isso, um andar inteiro do MAST abriga os ambientes da exposição. O visitante pode fazer uma imersão na história do eclipse por meio de um conteúdo interativo, se deparando com a projeção de imagens e animações. O Eclipse – Einstein, Sobral e o GPS mistura história e tecnologia, com instalações detalhadamente pensadas para que o público viva experiências sensoriais surpreendentes, incluindo a simulação do momento em que Lua começou a sobrepor-se ao Sol naquele dia 29 de maio de 1919, na cidade de Sobral. É uma oportunidade de viver a história!
As experiências propostas na exposição permitem ao público conhecer detalhes da proeza científica que foi fundamental para comprovar a deflexão da luz pela gravidade, transformando Einstein em celebridade mundial e abrindo novos horizontes para o conhecimento científico. 
A concepção da mostra é de Marcello Dantas, renomado curador, diretor artístico e documentarista. Responsável por inovar o conceito de museologia no Brasil, Marcello traz ao MAST doses sem precedentes de tecnologia, interatividade e recursos multimídia para oferecer aos visitantes uma experiência de imersão total.
De 29 de maio de 2019 a 28 de abril de 2020

### Anna Bella Geiger: Uma Visão Lunar
No dia 20 de julho de 2019 foi inaugurada a mostra Uma Visão Lunar, de Anna Bella Geiger, celebrando os 50 anos da chegada do homem na Lua. A prestigiada artista visual irá exibir 10 serigrafias históricas da série batizada de Fase Lunar, desenvolvidas com base em fotografias cedidas pela NASA, em 1970, e que tem exemplares em coleções internacionais como a Fondation Cartier pour L’Art Contemporain, de Paris.
Anna Bella Geiger prestigia o MAST mais uma vez com suas obras em técnica mista que serão exibidas no belo Pavilhão do Círculo Meridiano de Gautier. Um dos trabalhos deste acervo é a fotosserigrafia Lunar I, de 1973, que virou pop no ano seguinte, depois que a imagem foi licenciada para uma editora estampar a capa de cadernos escolares.

### Lua Nova: 50 Anos de Uma Jornada Lunar
Em parceria com a Pontifícia Universidade Católica do Rio de Janeiro (PUC-Rio), os jovens designers do Departamento de Artes & Design exibem uma nova exposição no MAST: Lua Nova: 50 Anos de Uma Jornada Lunar, em homenagem aos 50 anos em que o Programa Apollo levou o homem até o satélite da Terra.
A mostra retrata a visão dos alunos acerca da chegada da humanidade à Lua e os impactos resultantes desta conquista, apresentando trabalhos nas áreas de Projeto de Produto, Comunicação Visual, Mídia Digital e Moda, com trajes e acessórios inspirados pelo tema. Serão exibidos animações, aparatos interativos, projeções, peças futurísticas de moda, tudo trazendo de forma criativa e inovadora a história dos 50 anos desde que o homem pisou pela primeira vez na Lua. 
Os trabalhos variados contam um pouco da história da corrida espacial e instigam a reflexão sobre o papel da ciência, da tecnologia e da sociedade na construção de nosso futuro. “Lua Nova é uma exposição que nos leva não apenas a observar o satélite com novos olhares, mas também a pensar na Terra como nossa origem”, afirma Marcelo Pereira, Coordenador Adjunto de Tecnologia Departamento de Artes & Design da PUC-Rio.

## Visitação

### Museu
O MAST é um espaço interativo com atividades que priorizam o conteúdo científico. Escolas, organizações e empresas podem agendar visitas em grupo e com isso, conhecer melhor o espaço do museu e também as exposições. Em 2019, foi inaugurado o novo centro de visitantes do MAST, com conteúdo interativo e imersivo.

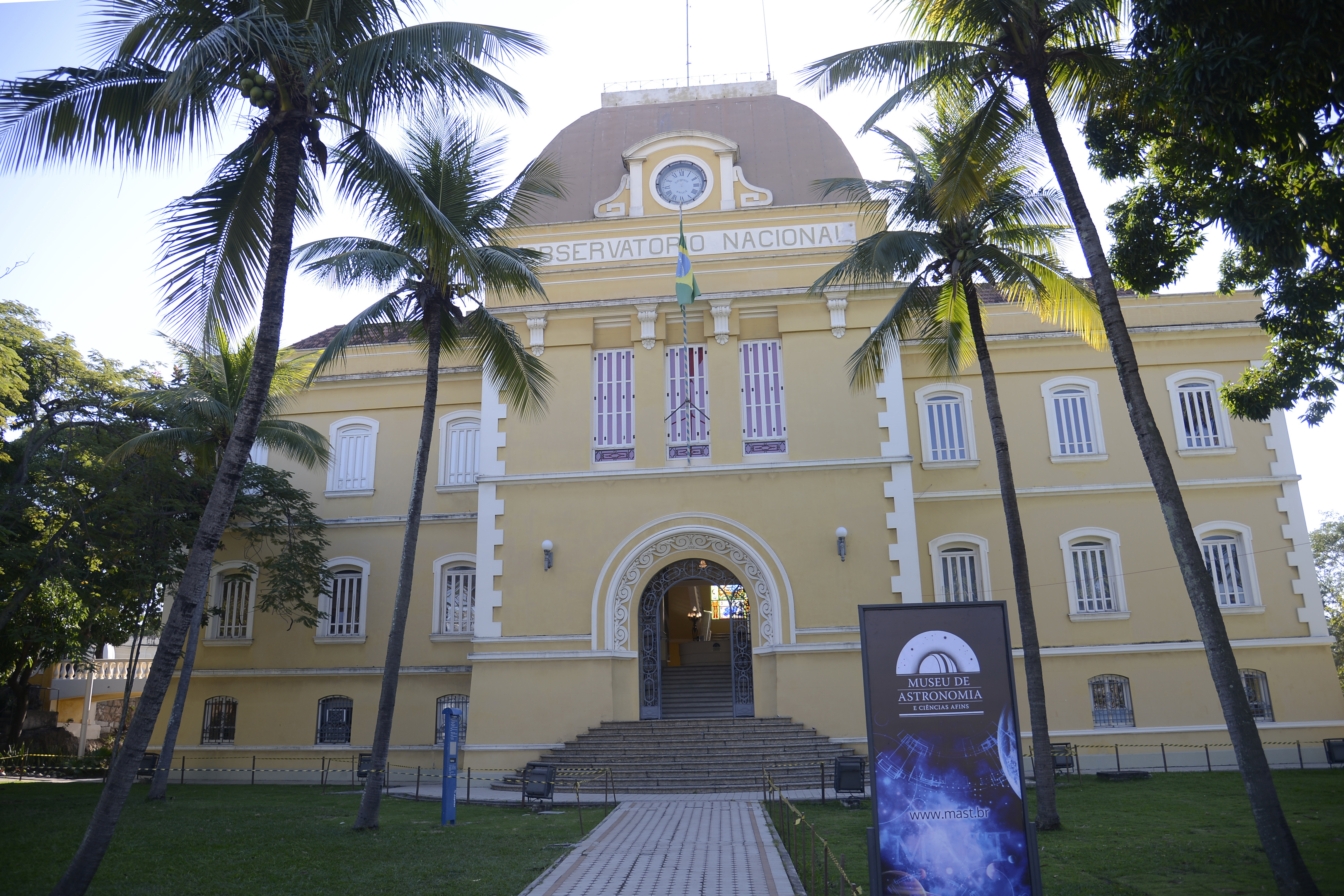
Fachada do Museu de Astronomia e Ciências Afins

## Acervo

### Arquivístico
O acervo arquivístico sob a guarda do MAST, em constante crescimento, é composto atualmente mais de cinquenta arquivos pessoais, de instituições científicas brasileiras e coleções. Em metros lineares isso representa ao em torno de 1.500 metros de documentos textuais, iconográficos, cartográficos, tridimensionais e audiovisuais.
O acervo reúne importante conjunto de arquivos de importância para o estudo da história da ciência e da tecnologia no Brasil, entre eles o Arquivo do Conselho de Fiscalização das Expedições Artísticas e Científicas, integrante do Programa Memória do Mundo da UNESCO; o arquivo CNPq/Acervo MAST, referencial para pesquisas sobre fomento à pesquisa e a política científica brasileira, entre 1951 e 1973; os arquivos do Observatório Nacional (1860-1980) e de seus ex-diretores Luiz Cruls, Henrique Morize, Lélio Gama, tombado pelo IPHAN, e Jacques Danon, relevantes para o estudo da Astronomia no Brasil; arquivos pessoais de físicos como Alexandre Girotto, Joaquim da Costa Ribeiro, Fernando de Sousa Barros, Mario Giambiasi, Jayme Tionmo e Elisa Frota-Pessoa, essenciais para o estudo sobre energia nuclear no Brasil, por exemplo; além de astrônomos, químicos, matemáticos, engenheiros, educadores em ciências, dentre outros especialistas e gestores de instituições científicas. O Arquivo Institucional do MAST também faz parte desse acervo.
Além das atividades voltadas para a preservação e disseminação de informações, atendimento ao público e pesquisas na sua área de atuação, a equipe do Arquivo de História da Ciência presta assessoria e orienta outras instituições científicas do país na organização e preservação de seus respectivos acervos arquivísticos.

### Bibliográfico
Instalada em um prédio de três pavimentos, com área total de 1.200 m² a Biblioteca do MAST é especializada em história da ciência, astronomia, educação, divulgação científica, museologia, preservação e patrimônio de ciência e tecnologia. Este acervo, formado por mais de 27 mil títulos, está aberto ao público, que tem a sua disposição salas de consulta dotadas de espaços multimídia.
A iniciativa de criar uma biblioteca dedicada a essas áreas do conhecimento surgiu em 1984, com o Projeto Memória da Astronomia no Brasil e Ciências Afins (PMAC), que foi o embrião da criação do Museu de Astronomia e Ciências Afins. Ao longo dos anos, a biblioteca vem enriquecendo o seu acervo com novos livros, dissertações, monografias, folhetos, obras de referência, periódicos, CDs e DVDs.
Recentemente o MAST recebeu em doação da Academia Brasileira de Ciências (ABC), um valioso acervo, composto por 5568 livros, 2167 obras e periódicos de referência, 2973 trabalhos acadêmicos, 1751 folhetos e 386 obras especiais.
O mobiliário no qual está armazenado o acervo é original e tombado pelo Instituto do Patrimônio Histórico e Artístico Nacional – IPHAN.  A biblioteca do MAST recebeu o nome de Henrique Morize em homenagem ao célebre engenheiro, geógrafo, físico e matemático francês naturalizado brasileiro, com forte atuação no campo da astronomia, que dirigiu o Observatório Nacional entre 1908-1929 e foi o primeiro presidente da Academia Brasileira.
A Biblioteca é responsável pela guarda e disseminação do acervo bibliográfico que é formado por livros, folhetos, periódicos, teses, e-books, CDs, DVDs e outros, cujos assuntos estão relacionados às áreas da história da ciência e da tecnologia, educação e divulgação da ciência, museologia e patrimônio cultural. Também fazem parte do acervo as coleções especiais, com especial destaque para as publicações da Academia Brasileira de Ciências; as coleções Brasiliana e Documentos Brasileiros.

#### Disponibilização do acervo
Em maio de 2017, o Mast possibilitou que o público tivesse acesso a aproximadamente 2 mil títulos da Academia Brasileira de Ciências (ABC). O material, considerado de grande importância histórica, contém anotações de seus próprios autores, além de cartas trocadas por cientistas conceituados, no ano de 1950.
Livros como Homens e Coisas da Ciência, de Carlos Chagas Filho e Principles of Nuclear Engineering, de Samuel Glasstone, fazem parte dos títulos disponibilizados, bem como as correspondências trocadas pelo cientista Donald Kallman e pelo físico carioca Joaquim da Costa Ribeiro.
O ABC disponibilizou mais de 400 obras de grande influência para a ciência nacional, contribuindo para que o Mast fosse considerado o maior acervo de publicações científicas em nível histórico no país. No total, a Academia Brasileira de Ciências possui 14 mil livros.